# Престон, Дженико, 14-й виконт Горманстон
Дженико Уильям Джозеф Престон, 14-й виконт Горманстон (англ. Jenico William Joseph Preston, 14th Viscount Gormanston; 1 июня 1837 — 29 октября 1907) — англо-ирландский пэр и колониальный администратор.

## Биография
Родился 1 июня 1837 года в замке Горманстон, графство Мит. Старший сын Эдварда Престона, 13-го виконта Горманстона (1796—1876), и его жены Лукреции Джернингем (1804—1891), дочери Уильяма Чарльза Джернингема.
В 1855 году он поступил на службу в 60-й Королевский стрелковый корпус и служил лейтенантом во время Индийского восстания 1857 года, прежде чем уйти в отставку из британской армии в 1860 году.
Главный шериф графства Дублин (1865), главный шериф графства Мит (1871), камергер лорда-лейтенанта Ирландии, маркиза Аберкорна, в 1866—1868 годах.
28 сентября 1876 года после смерти своего отца Дженико Престон унаследовал титулы 14-го виконта Горманстона (Пэрство Ирландии), 17-го лорда Престона из Горманстона (Пэрство Ирландии) и 2-го барона Горманстона из Уайтвуда в графстве Мит (Пэрство Соединённого королевства), став членом Палаты лордов Великобритании.
Лорд Горманстон занимал должности губернатора Подветренных островов (1885—1887), губернатора Британской Гвианы (1887—1893) и губернатора Тасмании (1893—1900) .
В 1887 году он был награжден Большим крестом Ордена Святых Михаила и Георгия, а в 1897 году он стал рыцарем-командором Ордена Святых Михаила и Георгия.

## Личная жизнь
Лорд Горманстон был дважды женат. 8 января 1861 года он женился первым браком на достопочтенной Исмей Луизе Урсуле Беллью (ок. 1836 — 19 августа 1875), дочери Патрика, 1-го барона Беллью, и Анны Фермины де Мендоса. Первый брак был бездетным.
29 октября 1878 года он женился вторым браком на Джорджине Джейн Коннеллан (1850 — 9 апреля 1932), дочери майора Питера Коннеллана и Анны Марии Лэнгрише. Дети от второго брака:
- Дженико Эдвард Джозеф Престон, 15-й виконт Горманстон (16 июля 1879 — 7 ноября 1925)[2], старший сын и преемник отца.
- Достопочтенная Исмей Лукреция Мэри Престон (29 октября 1882 — 16 февраля 1975)[2]
- Подполковник Достопочтенный Ричард Мартин Питер Престон (12 августа 1884 — 20 мая 1965)[2]
- Капитан Достопочтенный Хьюберт Энтони Джон Престон (20 декабря 1885 — 12 июля 1940)[2].

Лорд Горманстон скончался в Дублине в октябре 1907 года в возрасте 70 лет, и его титул унаследовал его старший сын Дженико Эдвард Джозеф Престон, 15-й виконт Горманстон.
Ему принадлежало почти 11 000 акров земли в графстве Мите и графстве Дублин.